# Cathédrale de la Sainte-Trinité d'Oulu
Cette  cathédrale n’est pas la seule cathédrale de la Sainte-Trinité.
La cathédrale de la Sainte-Trinité (en finnois : Pyhän Kolminaisuuden katedraali) est la cathédrale de la paroisse orthodoxe d'Oulu en Finlande. 

## Architecture
La cathédrale est conçue par l’architecte Mikko Huhtela est sa construction dans le quartier de Hollihaka se termine en 1957. La plupart de ses icônes viennent de l’église de Ägläjärvi  du conté de Korpiselkä dans les territoires de Carélie cédés à l’URSS.

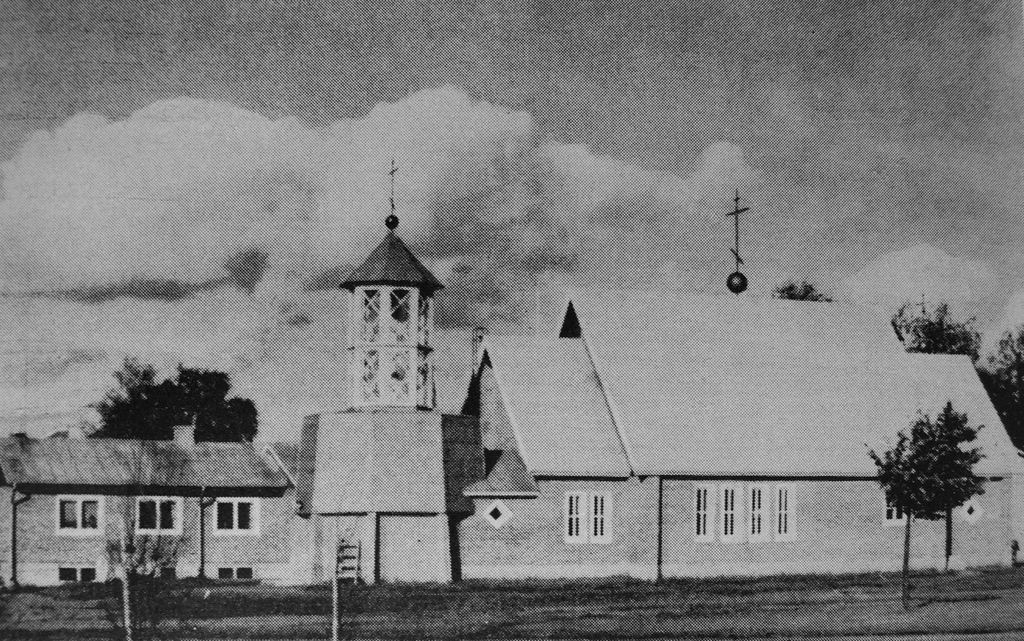
La cathédrale de la Sainte-Trinité d'Oulu à sa construction.